# Рогатин
Рогати́н — місто в Україні, на Опіллі (власне Рогатинському Опіллі), адміністративний центр Рогатинської міської громади, Івано-Франківського району Івано-Франківської області.

## Географічне розташування
Місто Рогатин розташоване над річкою Гнилою Липою, за 61 км від обласного центра, 69 км від Львова (автошляхом Н09) та за 82 км від Тернополя (автошляхом М30E50).

## Назва

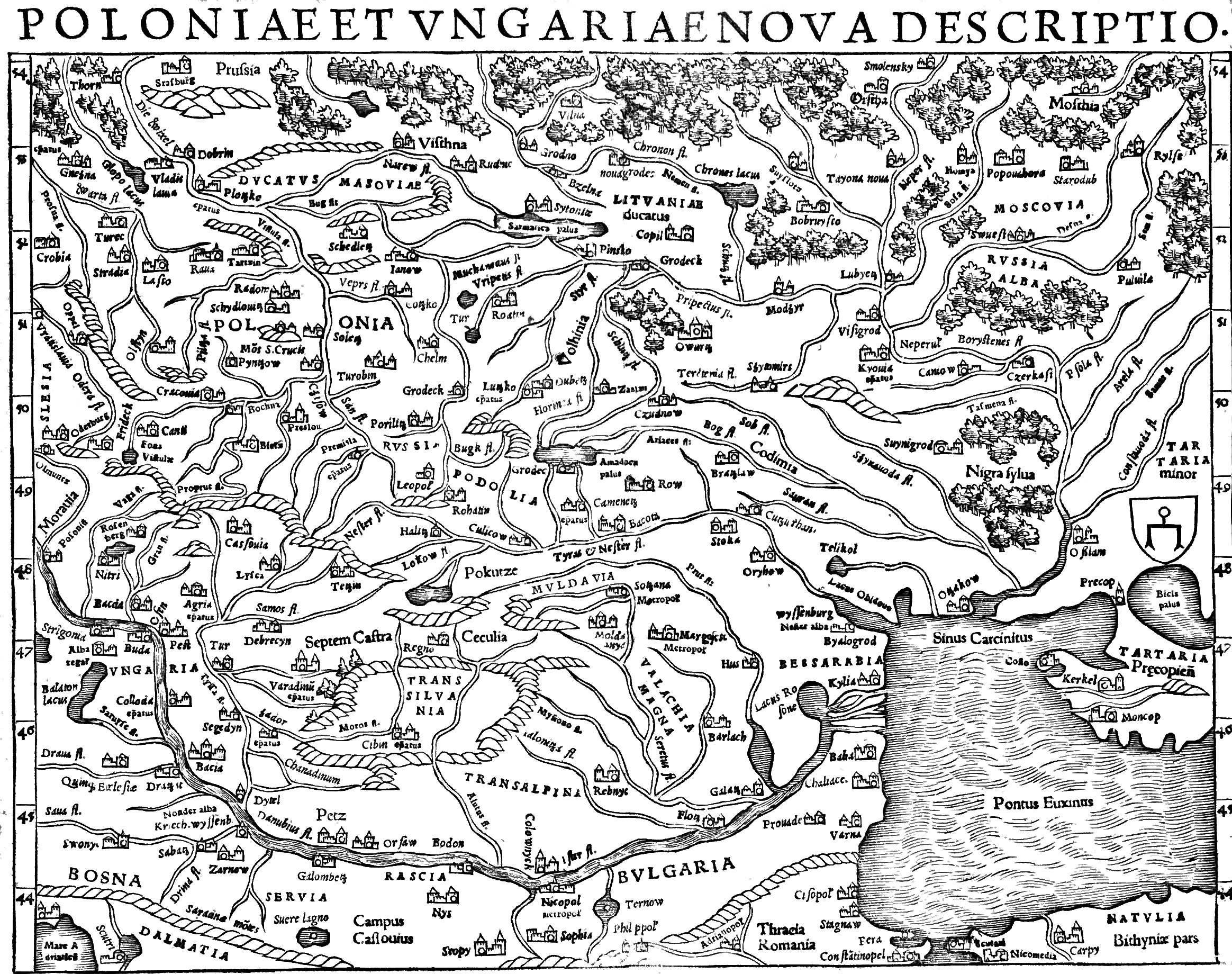
Рогатин на карті Себастьяна Мюнстера 1554 року

Походження назви міста невідоме. Існує легенда, за якою князь Осмомисл взяв із собою молоду дружину на полювання. Дружина заблукала і натрапила на великого оленя вогненної масті і побігла вслід за ним. Олень зник, а жінка знайшла князя і дружинників. На місці, де жінка зустріла оленя, згодом побудували замок навколо якого з часом й виникло місто. Ще одна версія про княжича Рога, який побудував на цьому місці колись місто (поставив тин), от і вийшло — Рога-тин, тобто місто Рогатин[джерело?].

## Історія

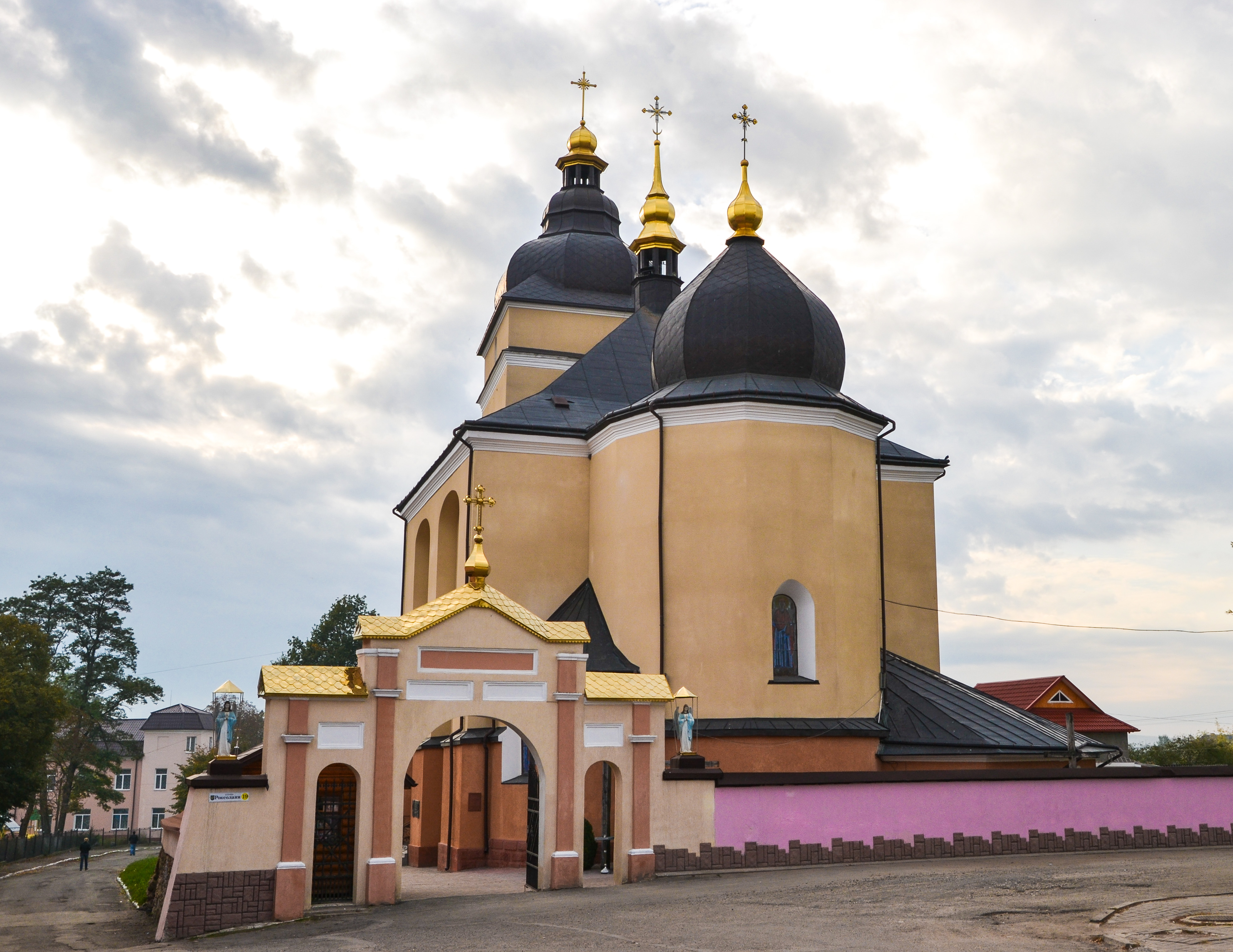
Церква Різдва Пресвятої Богородиці

Рогатин виник на місці поселення слов'янських племен, тут були знайдені предмети доби палеоліту та бронзи. У Х столітті територія Рогатина була у складі Київської Русі. В околицях міста археологи розкопали городища, датовані Х—XIII століттями з залишками валів і житлової забудови, знайдено фундамент церкви. Перша письмова згадка про Рогатин датується 1184 роком, коли поселення входило до Галицько-Волинського князівства під проводом князя Ярослава Осмомисла. У XII—XIII столітті Рогатином володіли українські бояри Рогатинські.
У 1340 році Галичину захопив польський король Казимир III.[джерело?] У 1366 році Рогатин згадується як фортеця. Намісник короля Людовика Угорського князь Владислав Опольський надав маєтність Рогатин (також замки Олесько, Тустань з їх волостями) для потреб недавно заснованої Галицької архидієцезії.

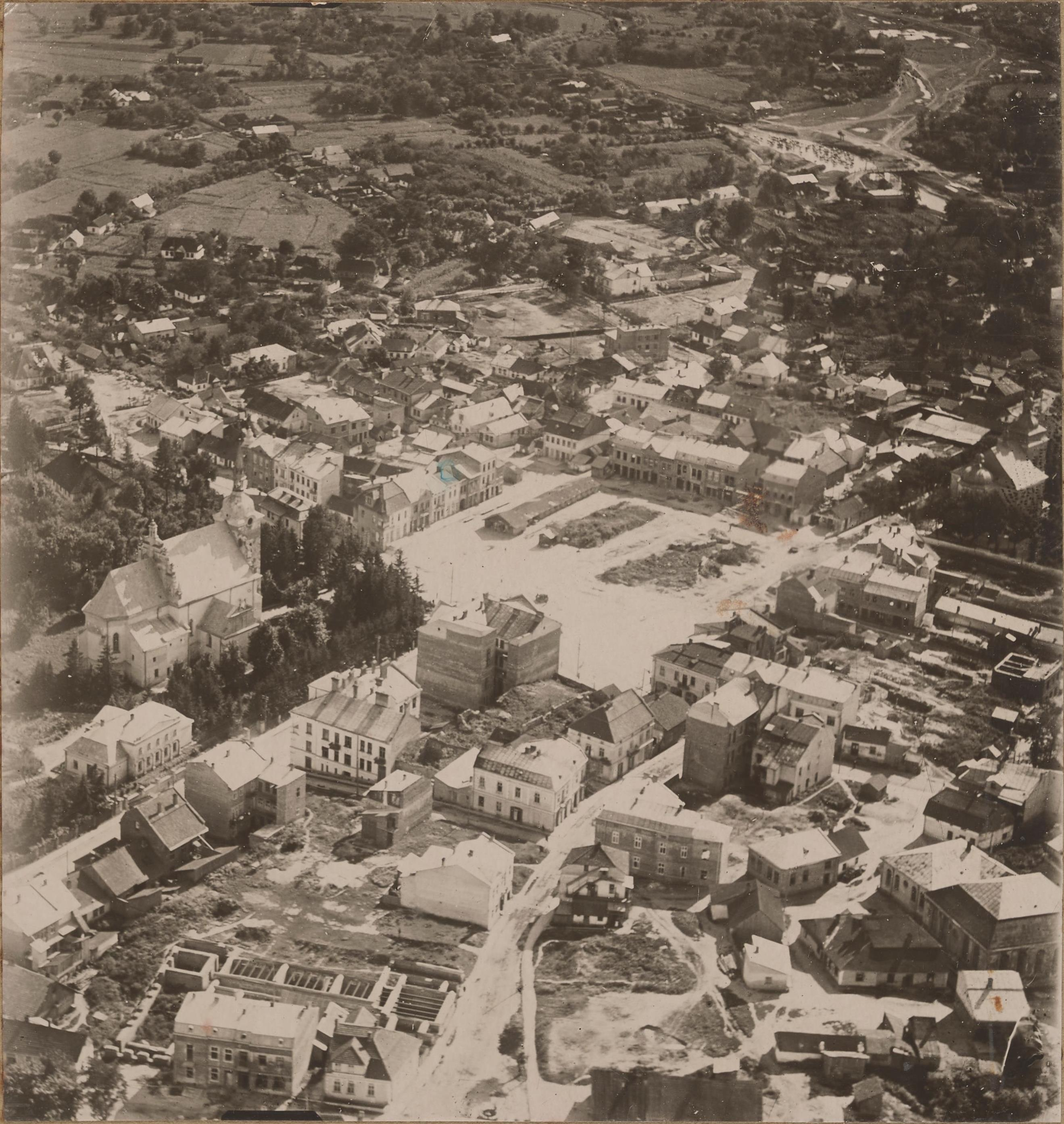
Рогатин з пташиного польоту

Як місто Рогатин вперше згадується 1390 року в буллі Папи Боніфація IX Перемишльському єпископу РКЦ. У той час Рогатин входить до Галицького староства[джерело?], має представників у Галицькому сеймі, згодом у сеймі в Судовій Вишні.
У 1415 році галицький боярин Волчко Преслужич переніс Рогатин місце села Філіповичі та надав місту магдебурзьке право, починається його бурхливий розвиток. Включений до числа королівських володінь, Рогатин передавався в управління старостам (де-факто — орендарям).
Ян Длугош стверджував, що Богдан Рогатинський — дідич чи посідач Рогатина — підтримав князя Свидригайла у 1431 році, за що його маєтності король конфіскував та роздав своїм вірним прибічникам. Так польський шляхтич Миколай Парава з Любіна отримав Рогатин.
1433 року Миколай Парава (1443 року став галицьким старостою) від короля Польщі Казимира Ягеллончика отримав запис 200 гривень на Рогатині та 9-ти селах Галицького повіту. У 1444 році Рогатином надалі управляв Міколай Параба з Любліна (або Парава з Любіна).
1460 року король Казимир IV Ягеллончик подарував Рогатин роду Парайтів з Ходеча (Ходецьких). У той час Рогатин мав найтісніші торгові контакти з Жидачевом. У 1461 році Казимир IV дарує Рогатину право на проведення щорічних ярмарків. У 1490—1492 роках в Галичині спалахнуло селянське повстання під проводом Мухи. Влітку 1490 року біля міста королівськими військами були розбиті основні сили повстанців, а залишки їх, на чолі з Мухою, відступили на Покуття в райони Коломиї і Снятина, а потім у ліси Північної Буковини. Наприкінці XV століття почались масові напади на Галичину і Поділля з боку Туреччини і Кримського ханства.
1509 року місто було здобуте, спалене військами молдавського господаря Богдана ІІІ Сліпого як помста за невдалі облоги фортець в Кам'янці-Подільському, Галичі, одним з командувачів оборони яких був дідич Рогатина Станіслав Ходецький.
1523 року сандомирський воєвода Отто Ходецький отримав в короля дозвіл проводити у Рогатині ярмарок кожної суботи від Пасхи до Хрещення святого Івана (24 червня). Після смерті Отто місто знову почало належати королю. Управляв ним староста Іван Боратинський.
У 1535 році польський король Сиґізмунд І підтвердив привілеї Рогатина, що сприяє становленню міста як важливого ремісничого і торговельного центру Галичини, і місто одержало герб із зображенням в центрі рога оленя і латинської букви R. Близько XVI століття почалася міграція євреїв із Сілезії, Польщі та Угорщини на Галичину, і в Рогатині утворилося єврейська громада.
У 1567 році у Рогатині був збудований дерев'яний замок. 1572 рік місто має 115 власників будинків, 18 піднаймачів і 36 громадян, які мешкають поза мурами.
У 1589 році Брати Юрій та Іван Рогатинці, сини Кузьми, домоглися права організувати в Рогатині при церкві Різдва Пресвятої Богородиці місцеве братство за взірцем Львівського Успенського братства, яке подарувало йому свій статут, допомогли відкрити при ньому школу, прислали зі Львова дяків-учителів. Також вони відкрили школу, де навчали іконописного мистецтва і 1642 року братство церкви власним коштом спорудило іконостас в церкві Різдва Пресвятої Богородиці.
1614 року міський маґістрат складався з 10 українців: Моль — бургомістр, Степан Пастернак, Яків Янович, Адрій Князівський — райці, Степан Коцан, Семен Котович, Сень Калинович, Федір Перебігайло, Яків Пекарський, Станіслав Презнінський — лавники. Магістрат підписувався під документами українською мовою.
У 1615 році під Рогатином відбулася битва між козаками та військом гетьмана Станіслава Жолкевського.
4 лютого 1630 року ротмістр Януш Венґрин з 200-ма солдатами вдерся до міста, 3 дні «розорював убогих людей», примушував до безплатної роботи «обухами, погрозами, побиттям». 1635 року «все поспільство» міста скаржилося до суду за цей «наїзд». В 1648—1653 роках місто постраждало від нападу військ Б.Хмельницького.
У 1670 році старостою міста став Зиґмунт Кароль Пшерембський, який разом з маршалком сейму у Судовій Вишні Адамом Миколаєм Сенявським активно розвиває місто. У 1765 році у Рогатині було 539 мешканців.
У 1772 році після поділу Речі Посполитої Рогатин у складі Золочівського циркулу Австро-Угорської імперії належить княгині Софії Любомирській (див. Любомирські). У 1798 році Рогатин перевели у Бережанський циркул. У 1810 році в Рогатині мешкає 1 282 євреї, а у 1857 році у Рогатині мешкає 5 101 осіб, з них десь 3 000 євреїв.
У 1849 році Рогатин стає центром Рогатинського повітового староства Галицького намісництва.
У 1897 році через Рогатин прокладена залізниця з Ходорова до Тернополя. У 1878 році в Рогатині було збудовано бетонні водозбірники і проведено водопровід. В 1882 році була збудована коштом місцевого бюджету міська нормальна школа.

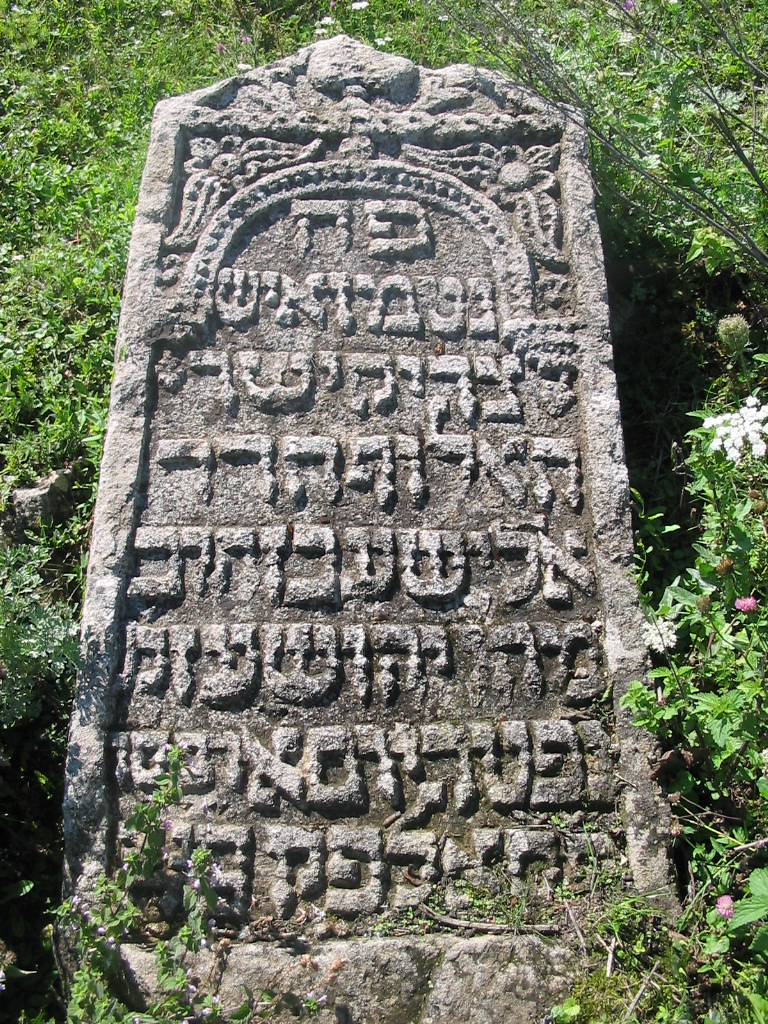
Мацева з єврейського цвинтаря

Енциклопедичний словник Ф. Брокгауза і І. Ефрона писав:
 (рос.) Рогатин (пол. Rohatyn) }— город в австрийской провинции Галиции, на реке Гнилой Липе, впадающей в Днестр. Старинный замок князей Любомирских. Жителей (1890) 5616, главным образом евреи. Хмелеводство, производство сукон, торговля; близ города добывание гипса.
 (укр.) Рогатин (пол. Rohatyn) — місто в австрійській провінції Галичини, на річці Гнілий Липі, яка впадає в Дністер. Старовинний замок князів Любомирських. Жителів (1890) 5616, головним чином євреї. Хмелярство, виробництво сукна, торгівля; поблизу міста добування гіпсу.
У 1904 році в околицях Рогатина під час військових маневрів військові лікарі звернули увагу на якість черченських вод, але громадська рада не погодилась на їхню промислову експлуатацію. У 1910 році у місті було 7 664 мешканці, з яких 3 254 євреї.
1909 року відкрито першу в Галичині Рогатинську українську гімназію, яка мала славетних вчителів та учнів — Антона Крушельницького, Івана Крип'якевича, Юліана Опільського, Дениса Лукіяновича, Романа Грицая, Миколу Чайковського, Бориса Кудрика та багатьох інших.
У місті збереглося чимало пам'яток архітектури. Костьол св. Миколи, споруджений 1666 року, також неодноразово зазнавав реконструкції і потерпав від руйнувань та людського невігластва. Поруч із костьолом був споруджений пам'ятник польському поетові Адамові Міцкевичу, який після реконструкції площі був перенесений до храму з північного боку. На колишніх околицях міста Бабинці та Горішні Бабинці стоять дві надзвичайно красиві церкви — св. Миколая 1729 року побудови і св. Юра 1876 року.
Складна і суперечлива історія Рогатина увічнена багатьма меморіальними місцями, куди приїжджають поклонитися пам'яті своїх предків люди різних національностей — поляки, австрійці, німці, євреї. У Рогатині, більшість цвинтарів, братських могил, меморіалів, перетривавши радянські часи, залишилися несплюндрованими. Так, на одному із цвинтарів, майже поруч знаходяться братські могили січових стрільців (меморіал збудований 1929 року), пам'ятник полеглим польським жовнірам в українсько-польській війні 1919—1920 років (збудований 1998 р.), меморіал воякам УПА, братська могила воїнів, що полягли в Другій світовій війні. Варто згадати також цвинтар австрійських воїнів часів Першої світової війни біля Святодухівської церкви, а також єврейський цвинтар та меморіал в пам'ять про З 500 розстріляних євреїв у часи другої світової війни.
Під час Першої світові війни багато євреїв Рогатина евакуювалося до Австрії, Богемії, Моравії, де вони жили в евакуаційних таборах. У серпні 1914 року російські війська підпалили єврейський квартал та арештували і депортували до Росії 570 євреїв. У червні 1915 року місто відбили австрійці.

### У Західно-Українській Народній Республіці
У 1918—1919 роках проголошена Західноукраїнська Народна Республіка, і євреї почали повертатися до Рогатина і відбудовувати свої будинки. За ЗУНР рогатинські євреї притримувалися нейтралітету. Українська влада співпрацювала з єврейською міліцією і з «єврейським національним комітетом для захисту від воєнних лихоліть».
У червні 1919 року Рогатин опинився у складі Республіки Польща. У 1921 році у місті залишилося тільки 5 736 мешканців. У 1909—1939 роках в Рогатині діяла українська приватна гімназія «Рідної Школи», а у 1931—1939 роках в Рогатині була мала семінарія. У 1923—1924 роках в Рогатині виходив двомісячник «Рогатинець».
1 липня 1934 року частина забудови і земель села Залужжя загальною площею 244,6242 га передана до складу міста.
У 1939 році в Рогатині проживало 8100 мешканців (3000 українців, 1 750 поляків, 100 латинників, 3250 євреїв).
У вересні 1939 року Рогатин, був окупований військами Радянського Союзу в результаті пакту Молотова — Ріббентропа.
У червні 1941 року під час другої світової війни Рогатин зайняли німці. Ними було розстріляно близько 3 000 євреїв Рогатина і ще 6000 з довколишніх сіл і Львівщини. 4 квітня 1942 Рогатин був включений у Бережанський район. Німці також ув'язнили керівників і організаторів українських націоналістів, біля муру церкви Різдва Пресвятої Богородиці 13 грудня 1943 року гітлерівці прилюдно розстріляли 24-х українських націоналістів. Адміністративно місто перебувало у складі крайсгауптманшафту Бережани.
З липня 1944 року Рогатин знову у складі СРСР. У місті діяла потужна мережа ОУН (б), яка чинила опір комуністичному режиму і депортації населення до Сибіру.

### У незалежній Україні
З 24 серпня 1991 року місто у складі незалежної України.
24 жовтня 1999 року на центральній площі міста Рогатин відкрито пам'ятник Роксолані, яка ймовірно народилася в Рогатині. Автор скульптури львівський скульптор Роман Романович, архітектори Юрій Луговський та Орест Скоп .
Постановою № 184-VIII Верховної Ради України від 11 лютого 2015 року 600-річчя Рогатина відзначалось на державному рівні .
19 липня 2020 року, в результаті адміністративно-територіальна реформи та ліквідації Рогатинського району, місто увійшло до складу новоутвореного Івано-Франківського району.
«Книги Якова», історичний роман нобелівської лауреатки Ольги Токарчук, починається в Рогатині в 1752 році .

## Населення

### Національний склад

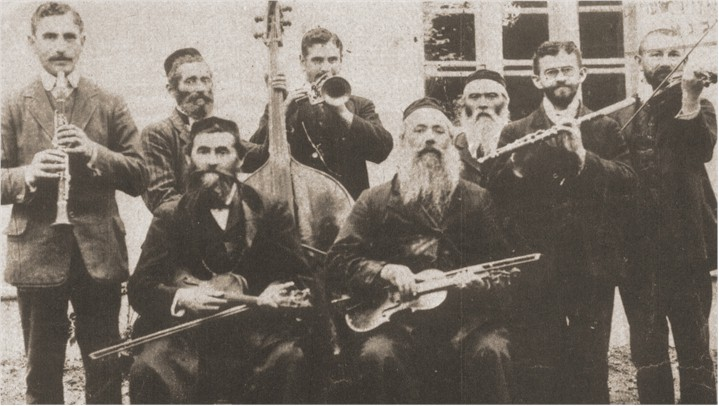
Єврейські музиканти з Рогатина, 1912

У 1910 році понад 60% населення були євреї. Під час Другої світової війни німці вивезли та вбили 3500 їхніх представників.

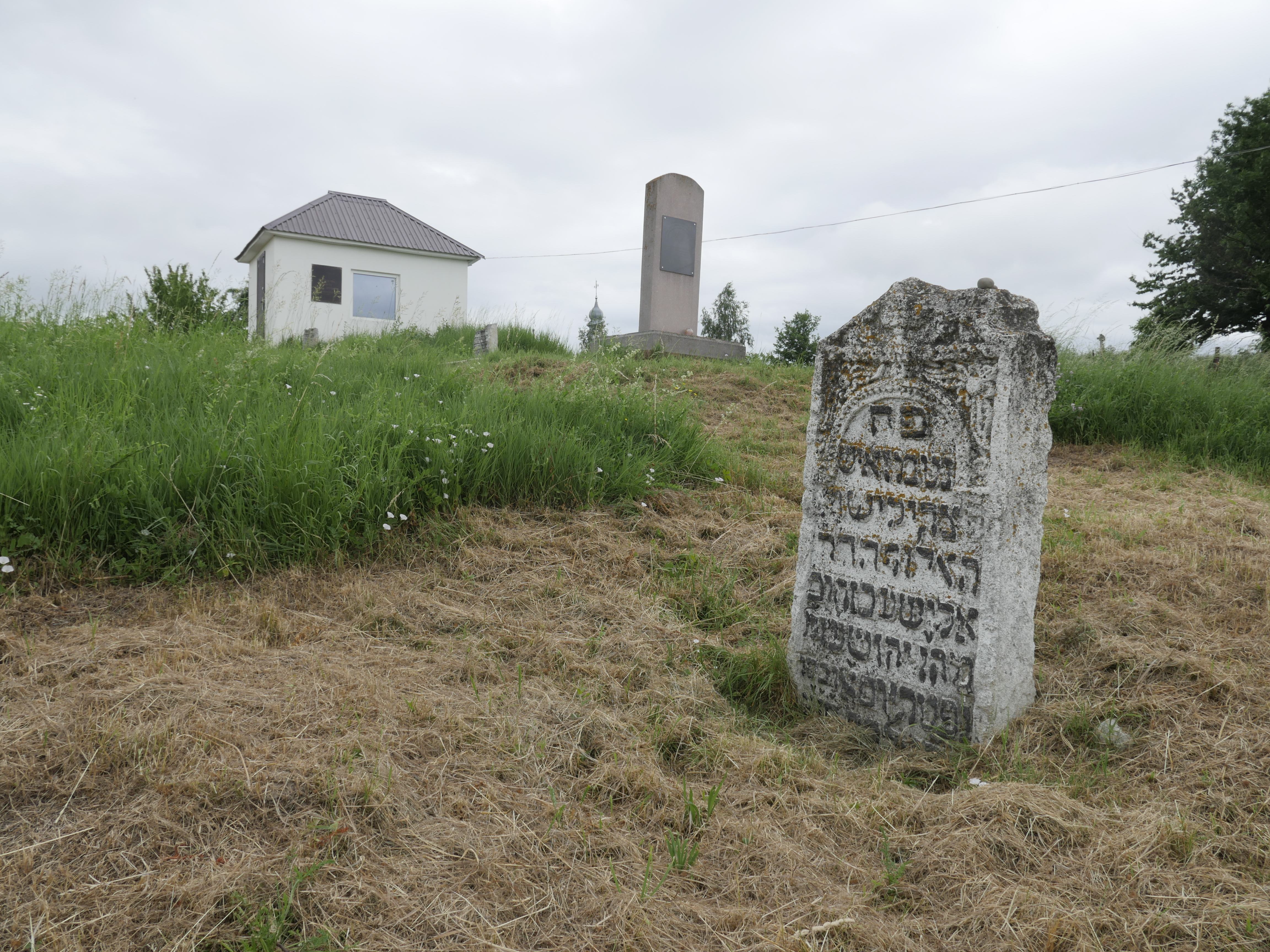
Єврейський цвинтар в Рогатині

Розподіл населення за національністю за даними перепису 2001 року:
| Національність  | Відсоток |
| --------------- | -------- |
| українці        | 98.91%   |
| росіяни         | 0.73%    |
| інші/не вказали | 0.36%    |

### Мова
Розподіл населення за рідною мовою за даними перепису 2001 року:
| Мова            | Кількість | Відсоток |
| --------------- | --------- | -------- |
| українська      | 8404      | 99.33%   |
| російська       | 45        | 0.54%    |
| угорська        | 3         | 0.03%    |
| білоруська      | 2         | 0.02%    |
| румунська       | 2         | 0.02%    |
| вірменська      | 1         | 0.01%    |
| інші/не вказали | 4         | 0.05%    |
| Усього          | 8461      | 100%     |

## Освіта
- Рогатинський ліцей «Гімназія імені Володимира Великого» Рогатинської міської ради Івано-Франківської області
- Рогатинський ліцей № 1 Рогатинської міської ради Івано-Франківської області (Раніше ЗОШ № 1, а до Другої Світової війни Польська гімнаізя ім. Петра Скарги)
- Рогатинський ліцей імені Братів Рогатинців Рогатинської міської ради Івано-Франківської області (Раніше ЗОШ № 2)
- Рогатинський державний аграрний коледж
- Рогатинська Спеціальна Загально-освітня Школа-інтернат
- Рогатинська школа мистецтв ім.Бориса Кудрика

## Пам'ятки культури і архітектури

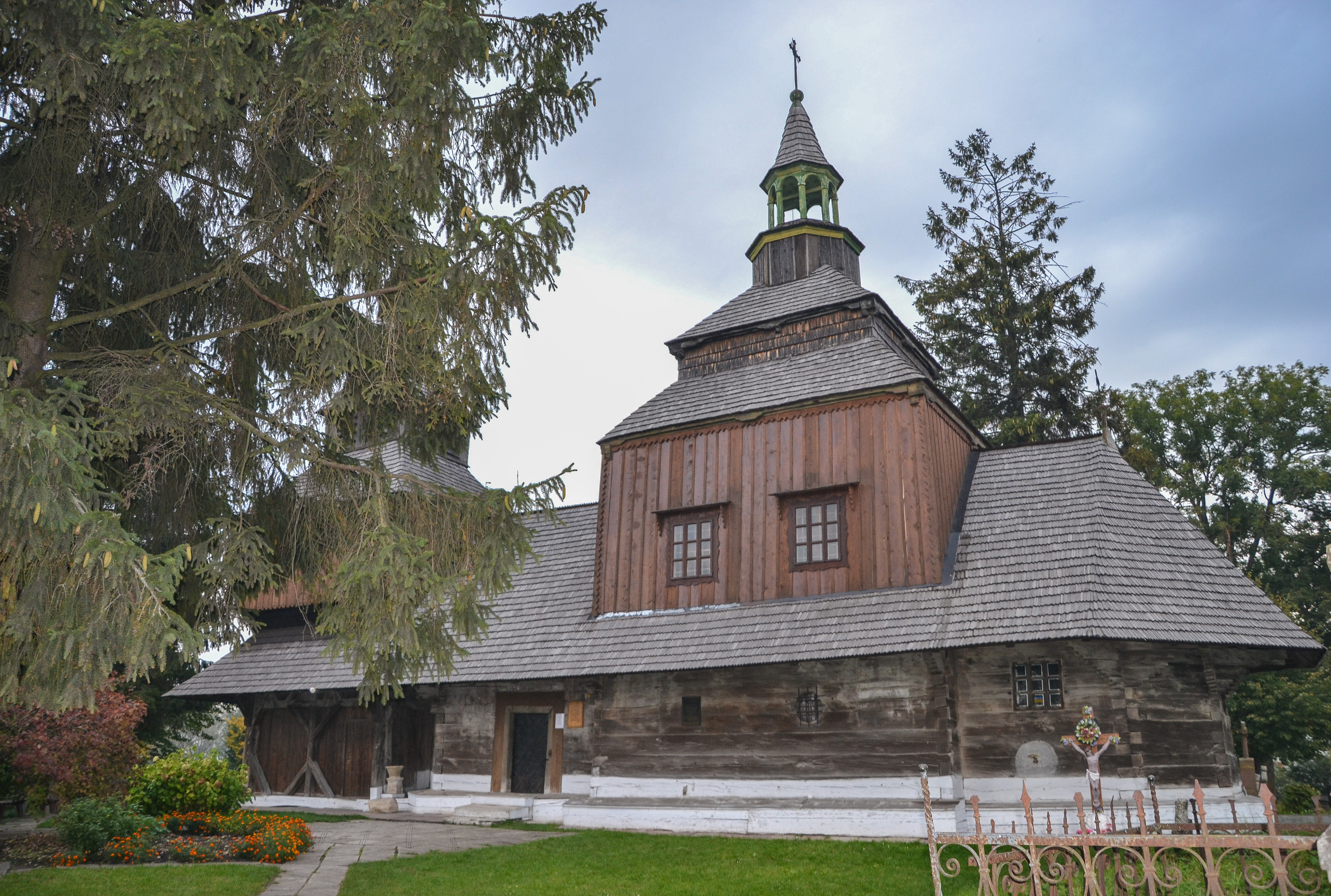
Дерев'яна Церква Святого Духа

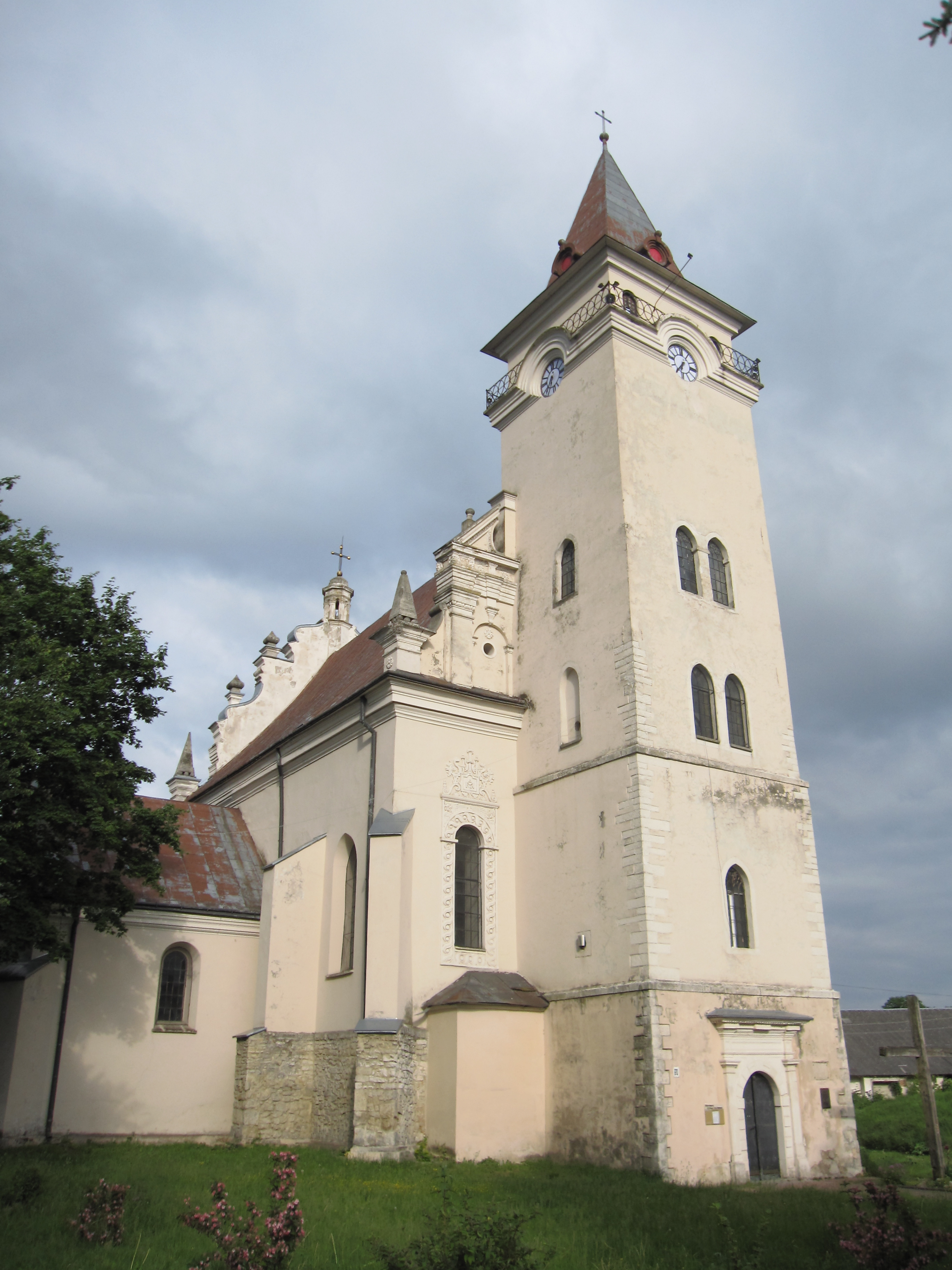
Костел св. Миколая, XV—XVII століть

- Кам'яна Церква Різдва Пресвятої Богородиці (XII?—XVIII століть нині УГКЦ)[29].
- Дерев'яна церква Святого Духа (1644—1645). В церкві зберігся іконостас, створений на кошти Рогатинського братства в 1650 року. Це — перлина українського мистецтва XVII століття.
- Готично-ренесансовий костел святого Миколая (1666), в якому знаходяться роботи українського скульптора Богдана Голояда.
- Житлові будинки XVIII століття
- Дерев`яна церква Святого Миколая (1729)
- Рогатинська гімназія імені Володимира Великого (з 1909 року)[30].
- Каплиця-усипальниця бурмістра Амвросія Мровчинського на Рогатинському цвинтарі (1848)

### Рогатинський жіночий монастир Преображення Господнього
У XVII—XVIII століттях в одному з рогатинських передмість, при дорозі, яка вела до Підгороддя, функціонував жіночий монастир Преображення Господнього. Першу згадку про нього в джерелах нотуємо під 1616 рік. Цього року ігумен Видубицького монастиря о. Антоній (Грекович) записав черницям дідичний фільварок разом з іншими посілостями. Монахині вживали цю родинну власність ще перед виставленням донаційного документа. У акті дарування о. Грекович підкреслив, що обитель була заснована Марією (Греківною), його рідною сестрою, за дозволом церковної влади. У 1733 році старанням міщан та ігумені Рогатинського монастиря Євпраксії (Злоховської) була збудована нова дерев'яна церква Преображення Господнього. У 1768 році обитель була закрита, а монастирські ґрунти були приєднані до міської церкви. Церковна будівля була перенесена до с. Дрищів (нині — Надрічне) на Бережанщині.

### Єврейська спадщина
Деякі документи свідчать, що в 1792 році в Рогатині була дерев'яна синагога, однак у переліку будівель, складеному австрійськими чиновниками в 1826 році, записано вже про цегляну синагогу. В одному записі із засідань міської ради присутня інформація, що в 1867 році почалося будівництво нової синагоги. Проте будівництво затягнулося через погане управління. Синагога була побудована в 1904—1910 роки, коли головою єврейської громади в Рогатині став Альтер Вайдманн. Її декоративні настінні розписи були одними з найкрасивіших в Галичині. Синагога розташована в північно-східній частині центру міста (вул. Валова 3). Побудована у формі прямокутника з цегли, тинькована. Крита дерев'яною стелею. Збереглися декоративні фрески. Атріум викладений керамічною плиткою.
У міжвоєнні роки сіоністським лідером Рогатина був доктор Пінхас Стерн. В цей період спільнота відбудовувала синагогу, зруйновану під час війни, та отримала землю для нового кладовища. Єврейська політична партія брала участь у муніципальних виборах. У 1927 році партія отримала 16 з 48 місць. Заступник мера міста був обраний доктор Ґльдшлаґ.

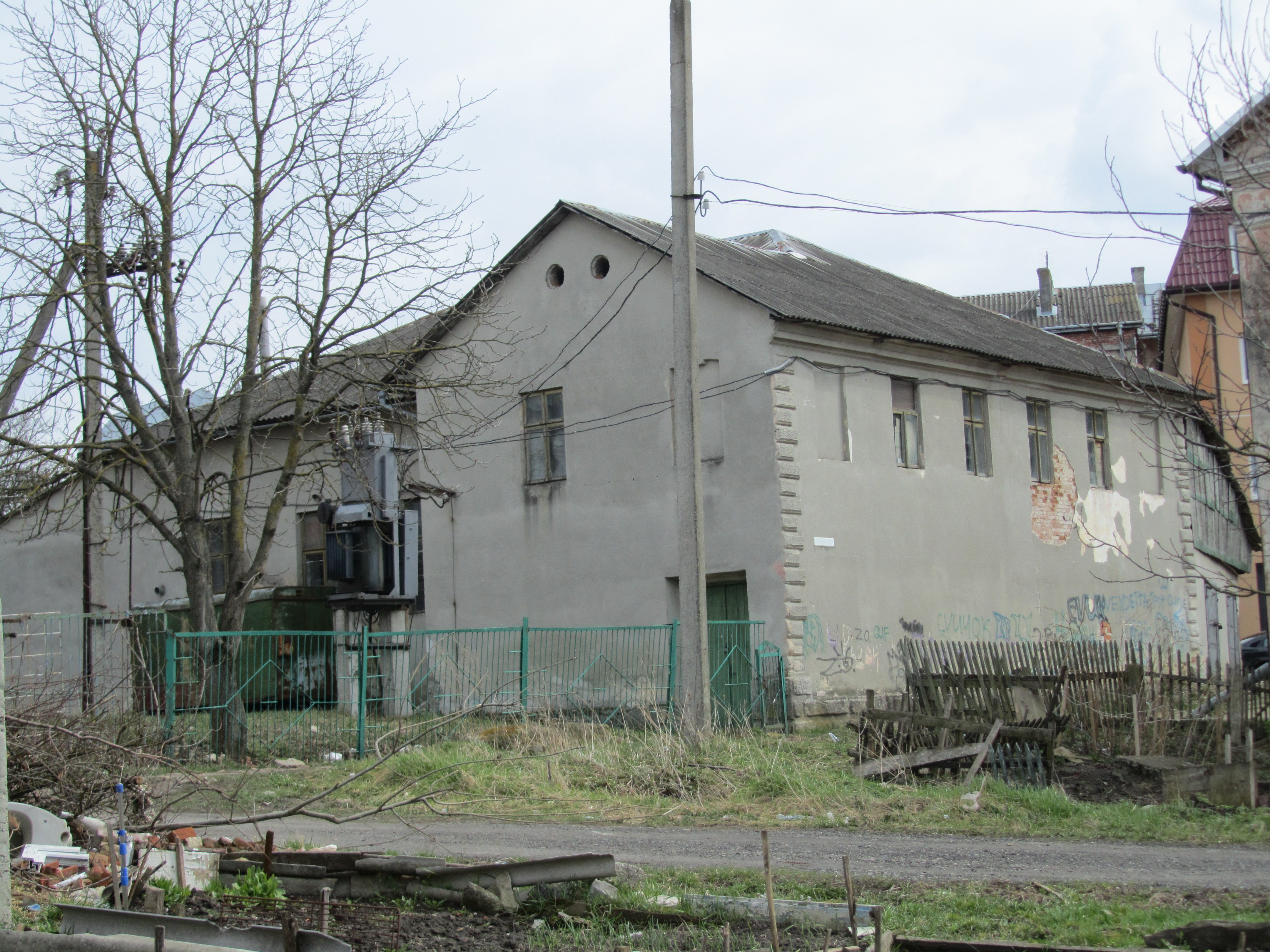
Будинок синагоги

Втрачені
- Рогатинський замок[32].
- Журівський замок.

## Підприємства

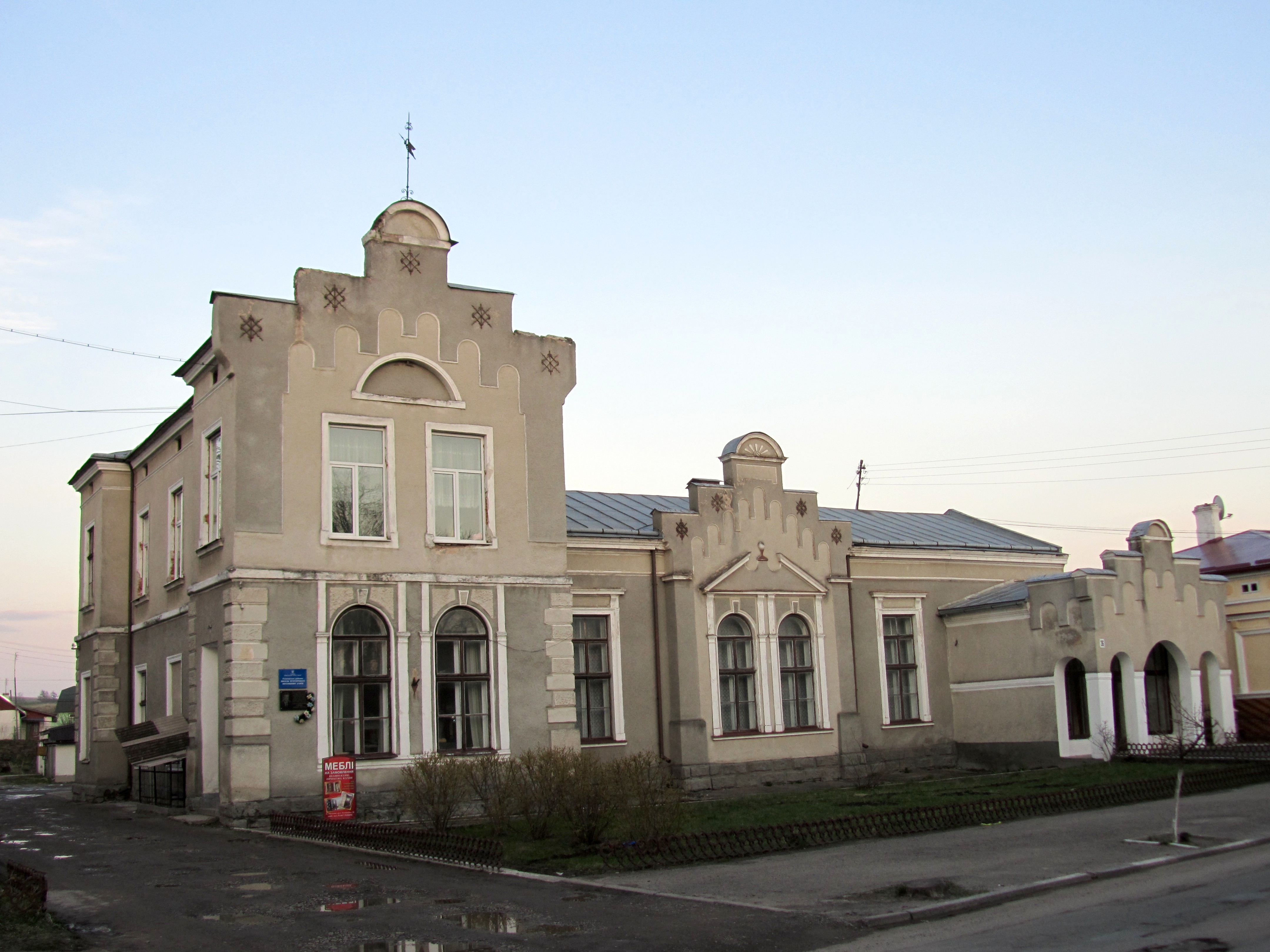
Будинок товариства Сокіл (Зараз будинок Вчителя)

- Будинок товариства Сокіл (Зараз будинок Вчителя)Комбінат хлібопродуктів «Хлібодар» 155 робітників.
- Склад Рогатинського лісопункту

## Заклади освіти
- Рогатинський державний аграрний коледж
- Рогатинська спеціальна загальноосвітня школа — інтернат

## Музеї
- Історико-краєзнавчий музей «Опілля»
- Рогатинський художньо-краєзнавчий музейПравославна церква Святого Юрія

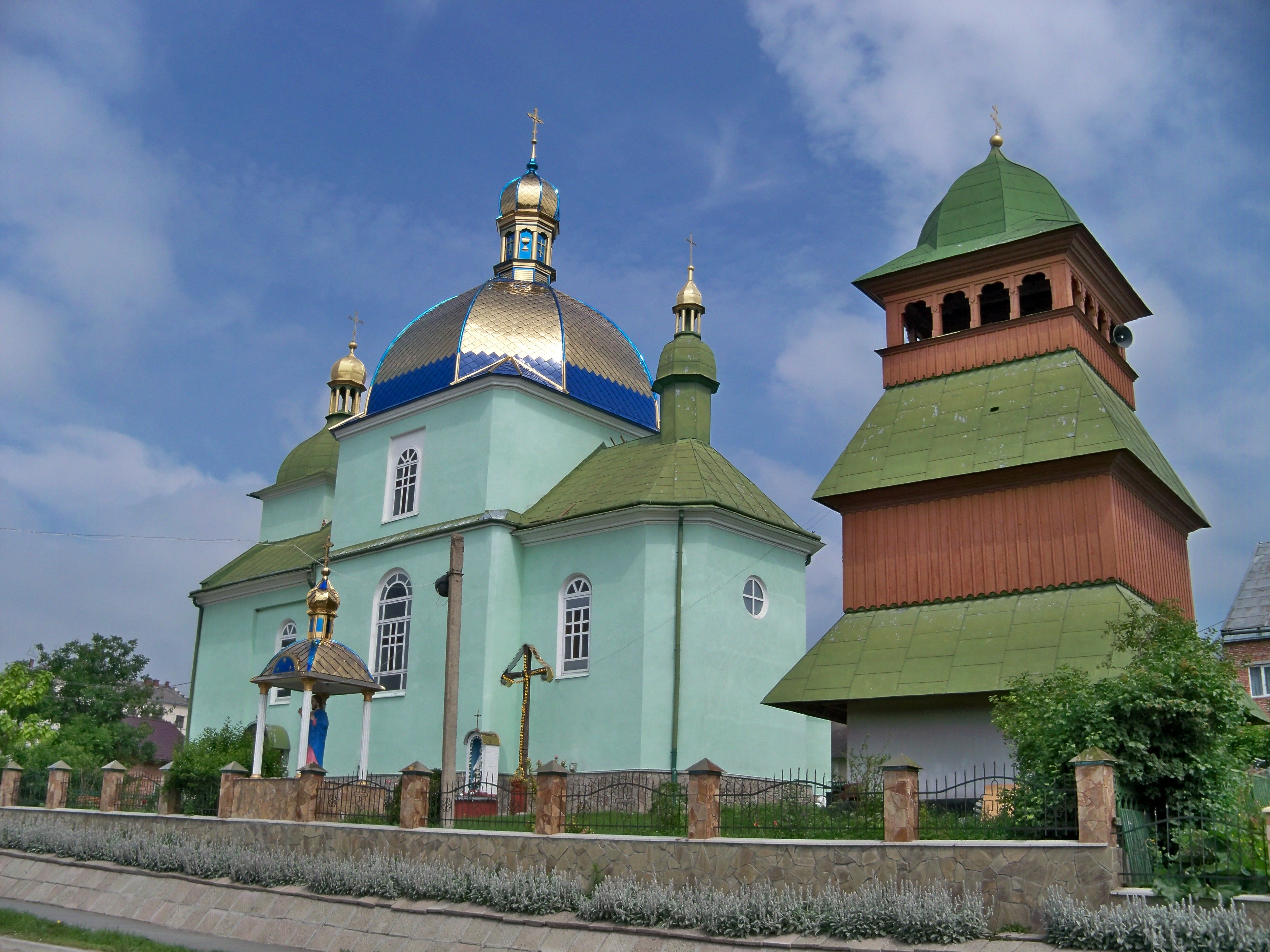
Православна церква Святого Юрія

## Транспорт
Місто є транспортним вузлом автошляхів міжнародного, державного та регіонального значення — М30E50, Н09 та Т 1417. Рогатин очікує повноцінної об'їзної дороги, яку розпочали будувати ще за часів СРСР. Кілька десятків років мешканці міста потерпають через транзитний транспорт, який курсує центром міста, проте існує об'їздна дорога автошляху E50.
У місті діє залізнична станція Рогатин Тернопільської дирекції Львівської залізниці.

## Рогатин в культурі
- «Книги Якова», історичний роман нобелівської лауреатки Ольги Токарчук, починається в Рогатині в 1752 році [26].
- З Рогатина походить Руда Соня — героїня оповідання Роберта Е. Говарда «Тінь грифа» (1934), вільного прототипу коміксу та фільму «Руда Соня».

## Спорт
У 1920-ті роки було засновано футбольну команду «Polonia-Strzelec Rohatyn».
У 1940-х місцевий футбольний клуб мав назву «Колос». У 1990-х роках футбольний клуб мав назву «Роксоляна», а з 1994 року — «Опілля». У 1999 знову перейменовано в  «Техно-Центр» (Рогатин), а  2005 року ліквідований. Згодом відновлений як ФК «Рогатин». У 2009 році клуб досяг успіху до Першої ліги Чемпіонату району. У дебютному сезоні 2010 року виграв Чемпіонат району. У березні 2011 року в ЗМІ з'явилася інформація про участь команди у Другій лізі ланцюгового чемпіонату, але з фінансових причин вона залишилася в поточній лізі.

## Відомі особистості
Уродженці
- Баляс Володимир (1906—1980) — український художник, графік, ілюстратор, скульптор.
- о. Грекович Антоній — український релігійний діяч[34].
- Еміль Лазорик (1897—1945) — польський архітектор і академічний викладач.
- Каменецький Ігор Юліанович (1927—2008) — український історик, політолог, освітній діяч, професор, дійсний член НТШ.
- Кудрик Борис Павлович (1897—1952)— український музикознавець, композитор, педагог, диригент, піаніст-імпровізатор, майстерний акомпаніатор, музичний діяч та музичний критик, автор підручника з історії української музики («Огляд історії української церковної музики», 1937 р.).
- Крушельницький Іван Антонович (1905—1934) — український поет, художник, драматург, декоратор, мистецтвознавець і літературний критик.
- Леськів Леся Северинівна (1963) — українська спортсменка (кульова стрільба), заслужений майстер спорту України[35].
- Нижанківський Омелян (1895—1973)— український композитор.
- Норберт Ґланцберґ (1910—2001) — французький композитор, автор відомих пісень Едіт Піаф.
- Юрій Рогатинець (1555—1608) — відомий львівський міщанин, провідний діяч Львівського Успенського братства, оборонець православ'я[36].
- Іван Рогатинець — брат та сподвижник Юрія Рогатинця.
- Сущук Василь Петрович (20.10.1978—18.5.2022)— український військовослужбовець, оборонець Маріуполя. Загинув 18 травня 2022 в Маріуполі [37][38].
- Яричевський Сильвестр Гнатович (1871—1918)— український письменник, педагог і громадський діяч.

Пов'язані з містом
- князь Іван Рогатинський — чоловік княжни Євдокії Андріївної, внучки київського князя Володимира Ольгердовича[39].
- Богдан Рогатинський — руський боярин, дідич і посідач Рогатина, Чесників та інших маєтностей у Галичині, староста Олеська і державець Олеського замку, соратник і полководець великого князя литовського Свидригайла Ольгердовича.
- Іван Преслужич з Рогатина — у 1431 році очолював оборону Олеського замку від нападу князя Казімєжа Мазовецького
- Петро Богдан Гроховський — дідич міста, олеський староста[40].

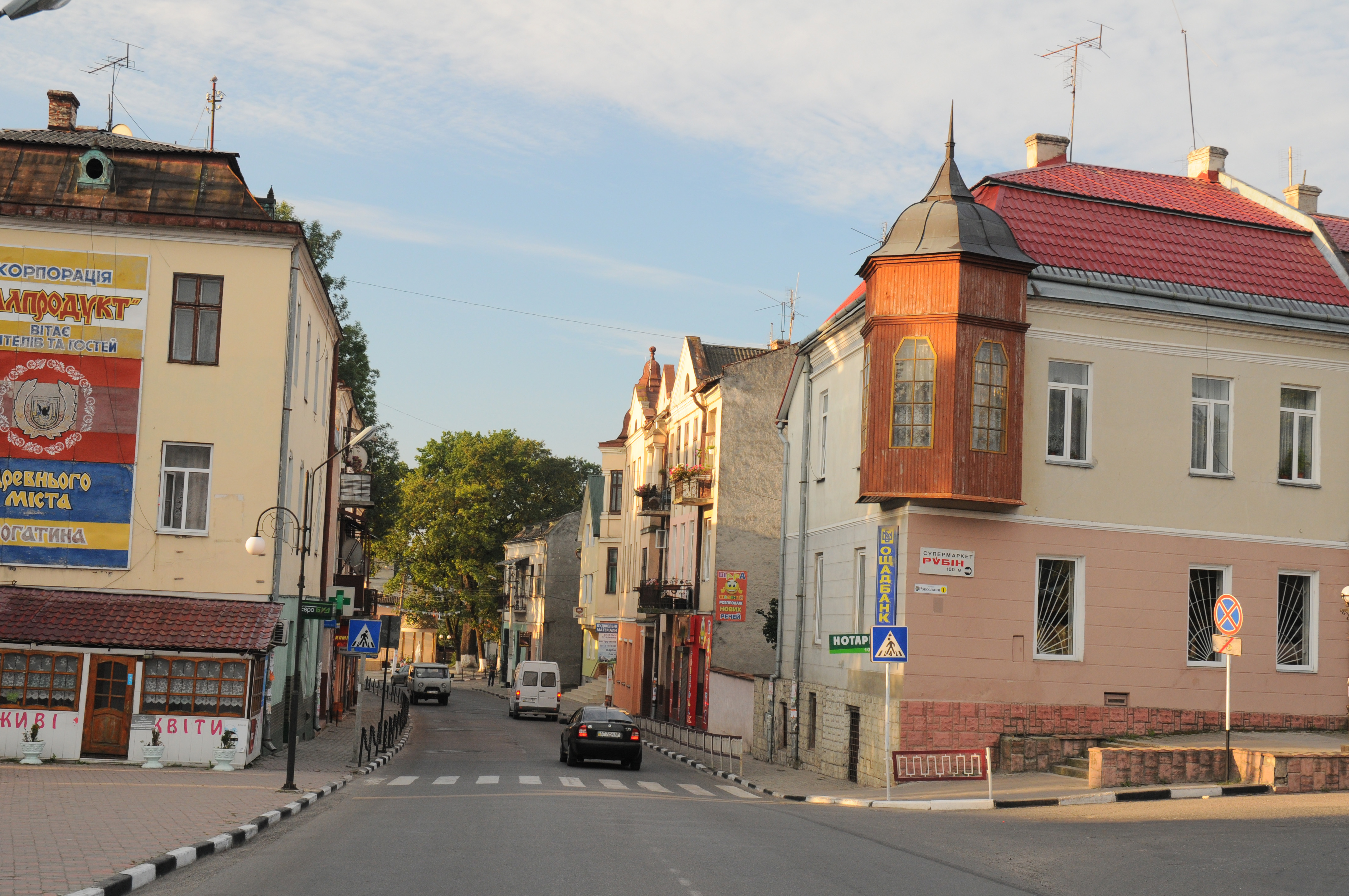
Вулиця Галицька — головна артерія міста

- Роксолана (Лісовська Анастасія Гаврилівна) — дружина султана Османської імперії Сулеймана Пишного, дочка священика з Рогатина.[41]
- Петро Скарґа — польський римо-католицький священик, полеміст, проповідник, агіограф, освітянин, на початку XVII століття був парохом в костелі Святого Миколая
- о. Павло Кудрик — парох Рогатина, катехит в Рогатинської гімназії, батько українського музикознавця та композитора Бориса Кудрика
- о. Теодозій Кудрик — парох Рогатина, катехит в Рогатинської гімназії.
- о. Дзерович Іполіт — парох Рогатина, посол до Галицького сейму першого скликання[42].
- Левк Григорій — провідник ОУН
- Felix Rohatyn[en] — американський інвестиційний банкір, екс-керуючий партнер банку Lazard. Народився в Рогатині, змалку з батьками перебрався до Відня. Дід був головним рабином громади Рогатина.
- Панькевич Юліан — жив і працював в місті Рогатин. Відомий живописець, графік і громадський діяч.
- Івахів Василь — перший командир УПА на Волині. Підполковник УПА (посмертно).
- Галущинський Михайло — український педагог, військовик, публіцист, культурно-освітній і громадсько-політичний діяч. Командант Легіону УСС, віце-маршал сенату Польської Республіки. Член Наукового товариства імені Шевченка. Перший директор Рогатинської гімназії
- Лотоцький Анті́н — український громадський діяч, учасник національно-визвольних змагань 1914–1920 років, активний діяч Пресової Кватири Українських Січових Стрільців, учитель Рогатинської приватної гімназії, дитячий письменник, журналіст і видавець.
- Угрин-Безгрішний Микола — український прозаїк, поет, драматург, видавець, фотограф, педагог, а також активний учасник національно-визвольних змагань та громадський діяч, вчитель Рогатинської гімназії.
- Турянський Осип — український письменник і літературний критик, поліглот, вчитель Рогатинської гімназії
- Лукіянович Денис — український письменник, літературознавець, вчитель Рогатинської гімназії
- Іван Крип`якевич — український історик, академік АН УРСР, професор Львівського державного університету імені Івана Франка, розпочав свою педагогічну діяльність у Рогатинській гімназії імені Володимира Великого у 1909 році, куди його запросили парох о. Кудрик (старший) та її директор Михайло Галущинський.
- Бандера Богдан — брат Степана Бандери, випускник Рогатинської гімназії.
- Мізерний Василь, псевдо Рен — командир тактичного відтинка УПА ТВ-26 «Лемко» (11.1945 — літо 1947), випускник Рогатинської гімназії.
- Олійник Петро, псевдо Еней — виконувач обов'язків командира УПА-Північ (12.1945-02.1946), випускник Рогатинської гімназії.[43]
- Грицай Роман — український архітектор, живописець, графік.
- Болехівський Олександр — український поет, публіцист, дисидент, співзасновник Рогатинського братства ОУН-УПА ім. Генерала Романа Шухевича—Тараса Чупринки
- Олійчук Сергій Сергійович (1980—2024) — молодший сержант ЗСУ, розвідник, кавалер ордену «За мужність» III ступеня (25 грудня 2024, посмертно)[44]

Парламентські посли від Рогатина
- Сеньків Василь
- Кульчицький Яків — доктор
- Губар Кирило (Іван)[45].

Рогатинські старости
- Юзеф Бєльський[46].
- Іван (Ян) Боратинський — батько Петра[47].
- Іван (Ян) Боратинський — син Петра[48].
- Ян Фірлей — син руського воєводи (1545 р.) Пйотра Фірлея та Катажини з Тенчинських.
- Зиґмунт Ян Остроруг (1630—†1660) — старший син Миколая-«латини», зять Станіслава «Ревери» Потоцького[49][50].
- Зиґмунт Кароль Пшерембський — сєрадзький підкоморій,[51] воєвода
- Миколай-Єронім Сенявський — польний коронний гетьман
- Адам Миколай Сенявський — син попереднього, великий коронний гетьман.[52].

Рогатинські бурмістри
- Амвросій Мровчинський

Всенародно обрані міські голови за Незалежної України
- Штогрин Володимир Василович (2006—2010)
- Гусак Володимир Степанович (2010—2015)
- Насалик Сергій Степанович (2015—дотепер)

Учасники російсько-української війни
- Юган Іван Васильович (1957—2015) — сержант Збройних сил України, учасник російсько-української війни.
- Сущук Василь Петрович (20.10.1978—18.5.2022) — солдат полку «Азов», оборонець Маріуполя [37][38].
- Залипка Ярослав Романович (16.01.1981–07.02.2023) — старший матрос. З 27 березня 2018 до квітня 2021 року чоловік брав участь в Операції об'єднаних сил. Загинув на Донеччині [53].
- Ярослав Петрів — капітан Збройних сил України, учасник російсько-української війни.
- Єгоров Олександр Ігорович (13 січня 2000) — молодший сержант Збройних сил України, учасник російсько-української війни.